# Bakus kristallhall

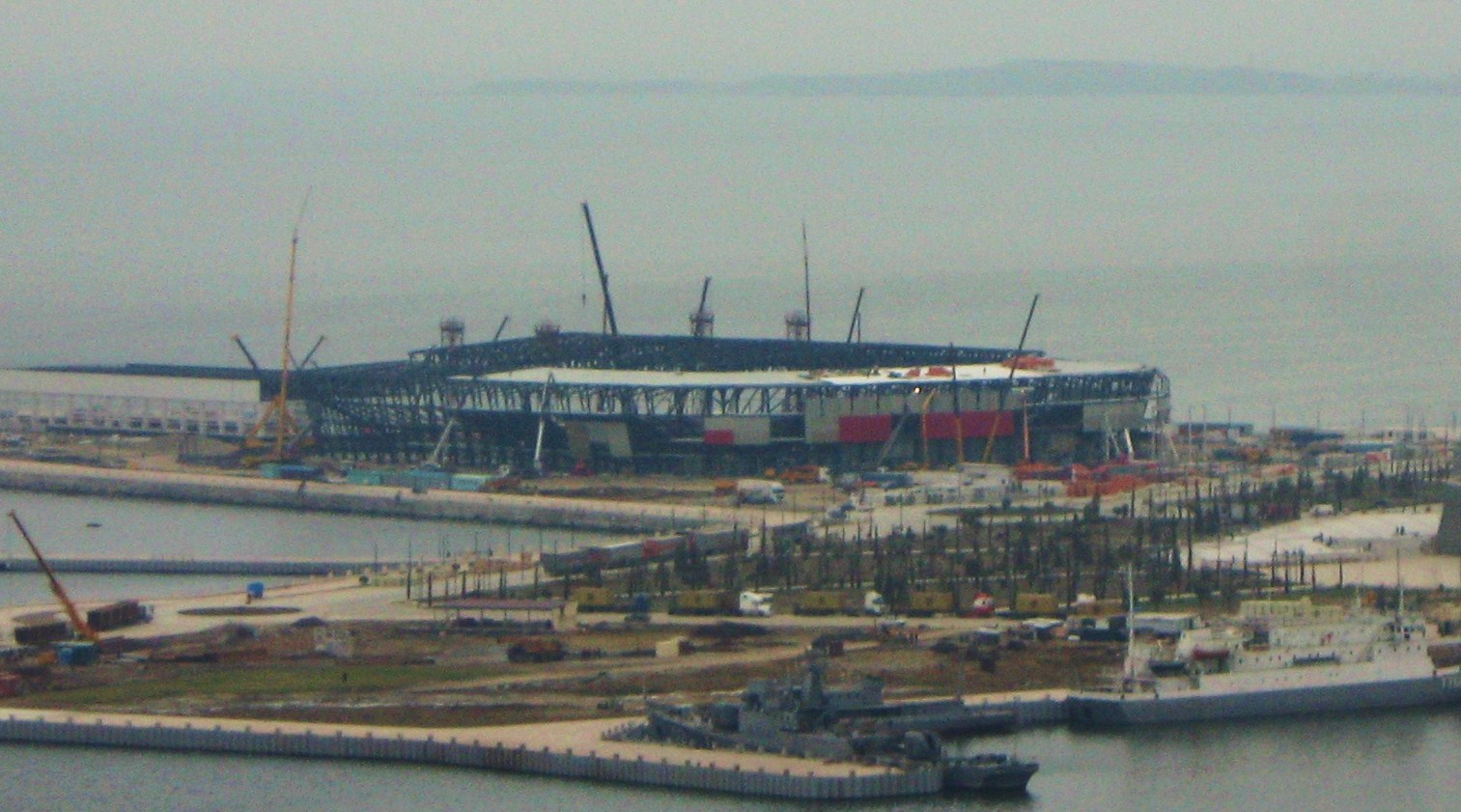
Bakus kristallhall under konstruktion i januari 2012

Bakus kristallhall (azerbajdzjanska: Bakı Kristal Zalı, Baky Kristal Zaly) är en sport- och konsertanläggning i Azerbajdzjans huvudstad Baku, belägen nära det nationella flaggtorget.
Bygget inleddes i september 2011, efter att man nått ett avtal med tyska Alpine Bau Deutschland AG. Det slutgiltiga priset för konstruktionen är ännu inte offentliggjort, regeringen har hittills anslagit 6 miljoner azerbajdzjanska manat (vilket motsvarar ungefär lika många Euro) för att påbörja byggandet av anläggningen., som avses få en kapacitet på 25 000 åskådare.
Anläggningen planerades stå klar den 31 mars 2012, men blev klar först den 16 april 2012.
Den 8 september 2011 rapporterade det azeriska TV-bolaget Azad TV att anläggningen kommer att stå som värdarena för Eurovision Song Contest 2012 som avses äga rum den 22, 24 och 26 maj 2012. Detta bekräftades av EBU den 25 januari 2012 i samband med att den officiella ESC-nyckeln lämnades över från Düsseldorfs borgmästare till Bakus borgmästare.